# Hannia
Hannia is een monotypisch geslacht van straalvinnige vissen uit de familie van de tijgerbaarzen (Terapontidae).

## Soorten
- Hannia greenwayi Vari, 1978